# Minyolophia
Minyolophia là một chi bướm đêm thuộc họ Geometridae.